# HV 11423
HV 11423 är en ensam stjärna i Lilla Magellanska molnet (SMC) belägen i södra delen av stjärnbilden Tukanen. Den har en högsta skenbar magnitud av ca 11,84 och kräver ett kraftfullt teleskop för att kunna observeras. Baserat på parallax enligt Gaia Data Release 2 på ca 0,069 mas beräknas den befinna sig på ett avstånd av ca 200 000 ljusår från solen. Den rör sig bort från solen med en heliocentrisk radialhastighet av ca 108 km/s.

## Observation
Den spektrala typen av HV 11423 är variabel, från K0-1I i december 2004, till M4I i december 2005, och tillbaka till K0-1I i september 2006. Very Large Telescope- filspektra visar att i december 2001 var stjärnan ännu svalare (M4 -5I). I oktober 1978 och ett år senare dök den däremot upp som en stjärna i klass M0I. Spektraltypen M4-5 är den senast observerade i en superjätte av det Lilla magellanska molnet.

HV 11423 är synlig på bilden i full storlek, precis till vänster (söder är uppåt) om kluster NGC 361 (nedanför mitten, mellan de två ljusa förgrundsstjärnorna). (Digitaliserad Sky Survey 2)

## Egenskaper

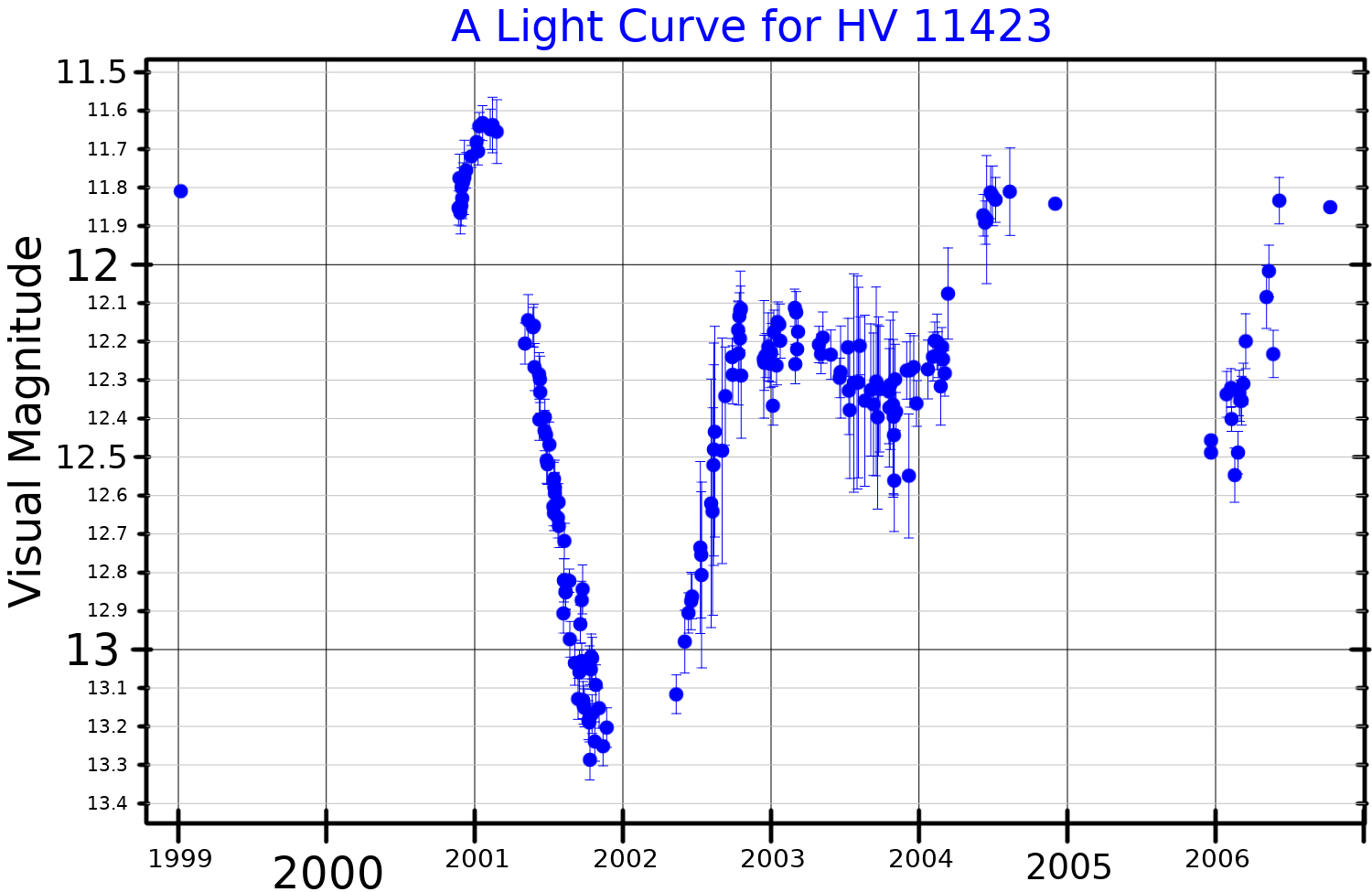
Ljuskurva i visuella bandet för HV 11423, anpassad från Massey et al.' (2007)

HV 11423 är en av de största kända stjärnorna med en beräknad radie över 1 000 gånger större än solen. Det är också en variabel stjärna med en variation på upp till 2 magnituder vid visuella våglängder men i huvudsak konstant i infrarött. Den är listad i General Catalog of Variable Stars som en långsam irreguljär variabel, men en period på 720 dygn har beräknats, såväl som en lång sekundär period på 1 817 dygn.
Den bolometriska ljusstyrkan är cirka 200 000 gånger större än solens, vilket gör den till en av de mest ljusstarka kalla superjättarna, och verkar ha förblivit oförändrad under ljusstyrke- och spektralvariationerna. Man tror att stjärnan för närvarande genomgår en period av intensiv instabilitet, där dess effektiva temperatur ändras från 4 300 till 3 300 K i en tidsskala av månader. Variabilitet i V-bandet kan främst bero på variationer i temperatur såväl som förändringar i det lokala utslocknandet på grund av skapandet och försvinnandet av omgivande stoft. Det spekuleras i att stjärnan kan närma sig slutet av dess existens, även om massförlusthastigheten fortfarande är måttlig med 0,0906 solmassa per miljon år.